# Манахтин, Анатолий Яковлевич
Анатолий Яковлевич Манахтин (27 октября 1927, Москва — 23 августа 1996) — слесарь-водитель Московского автомобильного завода имени И. А. Лихачёва Министерства автомобильной промышленности СССР, Герой Социалистического Труда.
Родился 27 октября 1927 года в Москве.
Окончил 4 класса школы. Перед призывом в армию работал токарем 4 разряда на Московском заводе № 192 Наркомата судостроительной промышленности (будущее НПО «Радиоприбор»).
С 30.11.1944 на военной службе, 287-й стрелковый полк. Участник боевых действий (2-й Белорусский фронт). Награждён медалью «За победу над Германией». После войны служил в ВМФ, с 1948 года шофёром на автомобиле ЗиС.
Демобилизовался в  1951 году. Работал на 1-м государственном автомобильном заводе имени И.В.Сталина (с 1956 года – Московский автомобильный завод имени И.А.Лихачёва, ЗиЛ) сначала на сборке моторов, потом на главном сборочном конвейере, затем  слесарем-водителем корпуса сборки и испытания автомобилей.
Испытывал трёхосные автомобили ЗиЛ-130 и ЗиЛ-131. Руководил бригадой испытателей в составе 9 человек — его учеников. Многие испытанные им машины потом имели пробег до 300 тысяч километров без капитального ремонта. Обучил своей профессии 170 молодых рабочих ЗиЛа. Также обучил большую группу китайских рабочих строившегося при содействии Советского Союза автозавода в г. Чанчунь.
За досрочное выполнение заданий плана восьмой пятилетки награждён орденом Ленина (05.04.1971).
К открытию ХXIV съезда партии, 30 марта 1971 года, сверх квартальной нормы испытал и сдал 70 машин. Так же высокопроизводительно работал и дальше.
Указом Президиума Верховного Совета СССР от 3 января 1974 года за выдающиеся успехи в выполнении и перевыполнении планов 1973 года и принятых социалистических обязательств присвоено звание Героя Социалистического Труда с вручением ордена Ленина и золотой медали «Серп и Молот».
Испытывал миллионный (1974) и двухмиллионный (1982) автомобили ЗиЛ-130.
Работал на ЗиЛе до выхода на пенсию. Жил в Москве. Умер 23 августа 1996 года. Похоронен на кладбище «Ракитки».